# 米拉伊
米拉伊是巴西米纳斯吉拉斯州的一个市镇。总面积320.628平方公里，总人口13418人，人口密度41.8人/平方公里。